# 長崎高貞
長崎 高貞（ながさき たかさだ）は、鎌倉時代後期の武将。執権北条氏の家臣。鎌倉時代後期から末期にかけて北条得宗家の内管領として権力を振るった長崎円喜の子で、長崎高資の弟。通称は四郎左衛門（尉）。諱の｢高｣の字は主君である北条高時の偏諱とみられる。

## 生涯
延慶2年（1309年）、父・高綱（円喜）の出家に伴って侍所所司を継いだとされている。
元弘元年/元徳3年（1331年）、鎌倉幕府軍の軍奉行・侍所所司として上洛。後醍醐天皇が立て籠もる笠置山を攻めた。
正慶2年/元弘3年（1333年）には、北条治時に従って平野将監入道と楠木正季（正成の弟）が籠城する上赤坂城を落とし（上赤坂城の戦い）、その後楠木正成が立て籠もる千早城を攻めたが（千早城の戦い）、同年5月に同城包囲中に六波羅探題陥落・滅亡を知り、元弘3年（1333年）6月5日に治時と共に出家して建武政権に降伏した。
建武元年（1334年）3月21日、京都阿弥陀峯で治時、大仏貞宗、大仏高直とともに斬首された。『太平記』では斬首の日が同年7月9日となっており、他の史料でも3月21日（『梅松論』・『蓮花寺過去帳』）、4月（『保暦間記』）、5月（『系図』）など時期が一致しないものが多い。